# Menhir von Pirmasens
Der Menhir von Pirmasens (auch als Der Lange Stein, Pirmanstein, Sant Pirmansstein oder Marstein bezeichnet) ist ein Menhir in Pirmasens in Rheinland-Pfalz.

## Lage
Der Menhir befindet sich heute südöstlich der Kernstadt von Pirmasens in Richtung Lemberg. Er liegt nahe der Alten Landstraße auf einer erhöhten Stelle des Eichköpfchens. Sein ursprünglicher Standort war nicht weit von dort, jedoch galt er lange als verschollen. 1956 wurde er als Wasserbarriere an einem Waldweg verbaut und erst 1959 wieder aufgerichtet, allerdings irrtümlich mit der Spitze nach unten. Sein genaues Alter ist unklar, da aus der näheren Umgebung keine vorgeschichtlichen Funde bekannt sind. Nach Otto Gödel könnte er in römischer Zeit im Terminus-Kult Verwendung gefunden haben. Im Mittelalter und der frühen Neuzeit diente er als Grenzstein.

## Beschreibung
Der Menhir besteht aus rotem Sandstein. Er hat eine Höhe von 184 cm, eine Breite von 40 cm und eine Tiefe von 40 cm. Er ist bearbeitet und in Pfeilerform mit quadratischem Querschnitt gebracht worden. Die flache Oberseite ist an den Ecken leicht verrundet. An zwei Stellen scheint er zerbrochen und mit Zement wiederzusammengesetzt worden zu sein.